# Летательный аппарат с неподвижным крылом

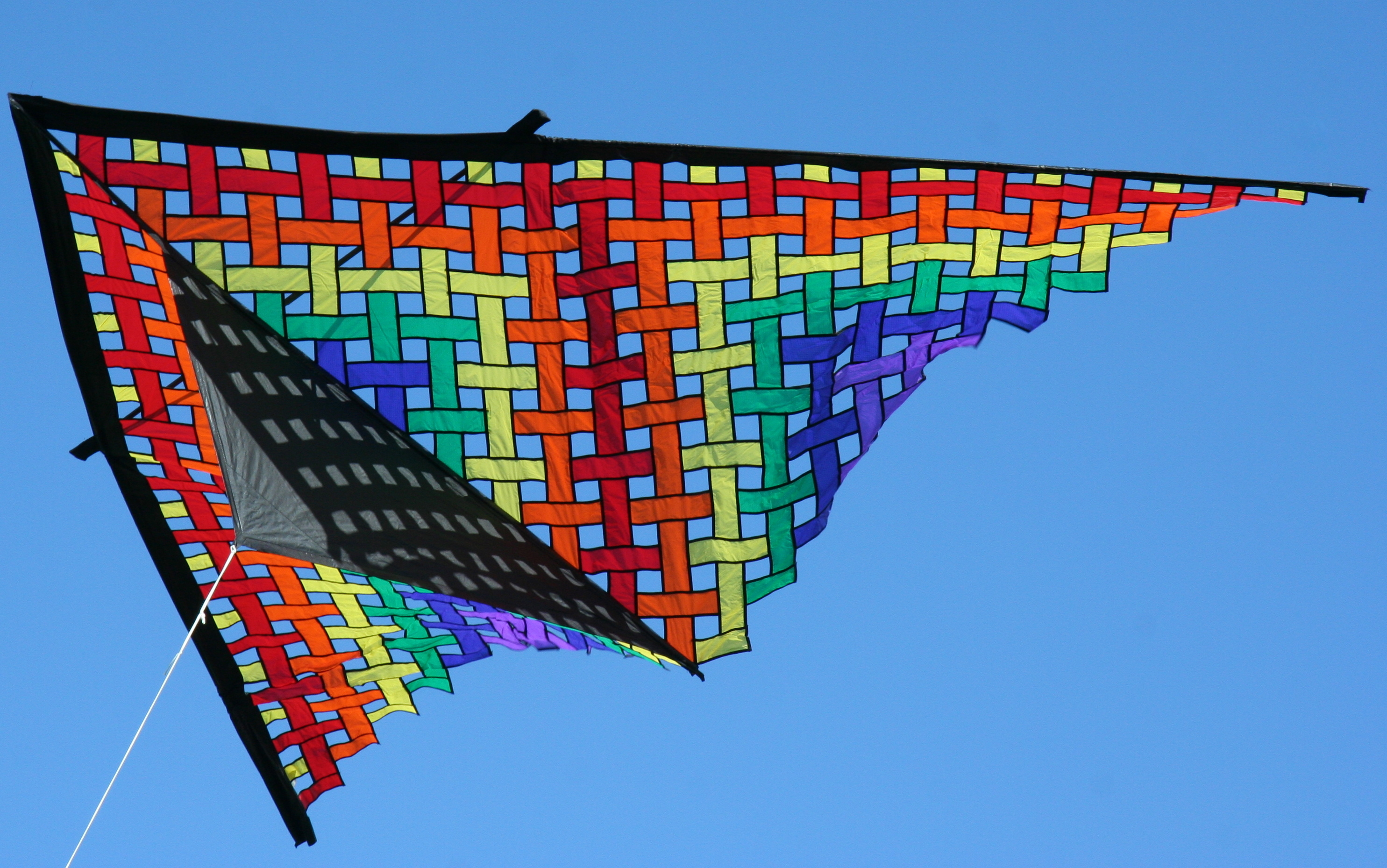
Кайт с крылом в форме буквы дельта

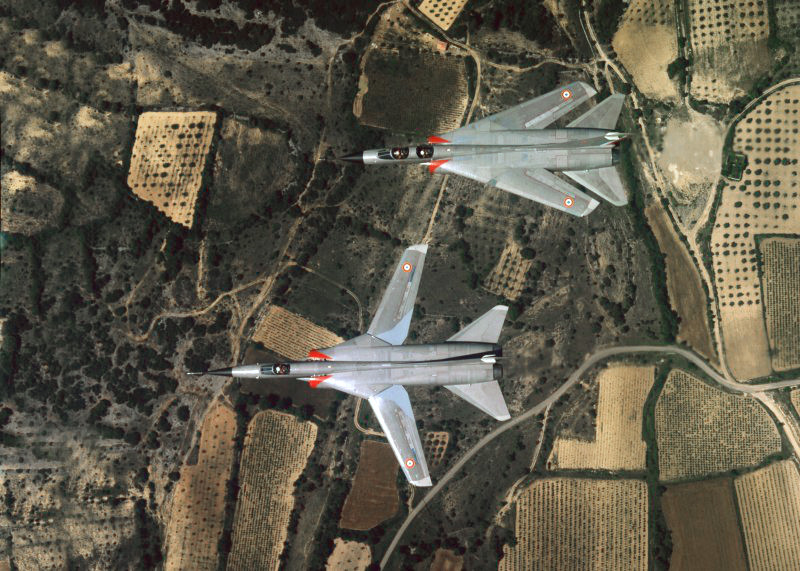
Самолёт с изменяемой геометрией (стреловидностью) крыла

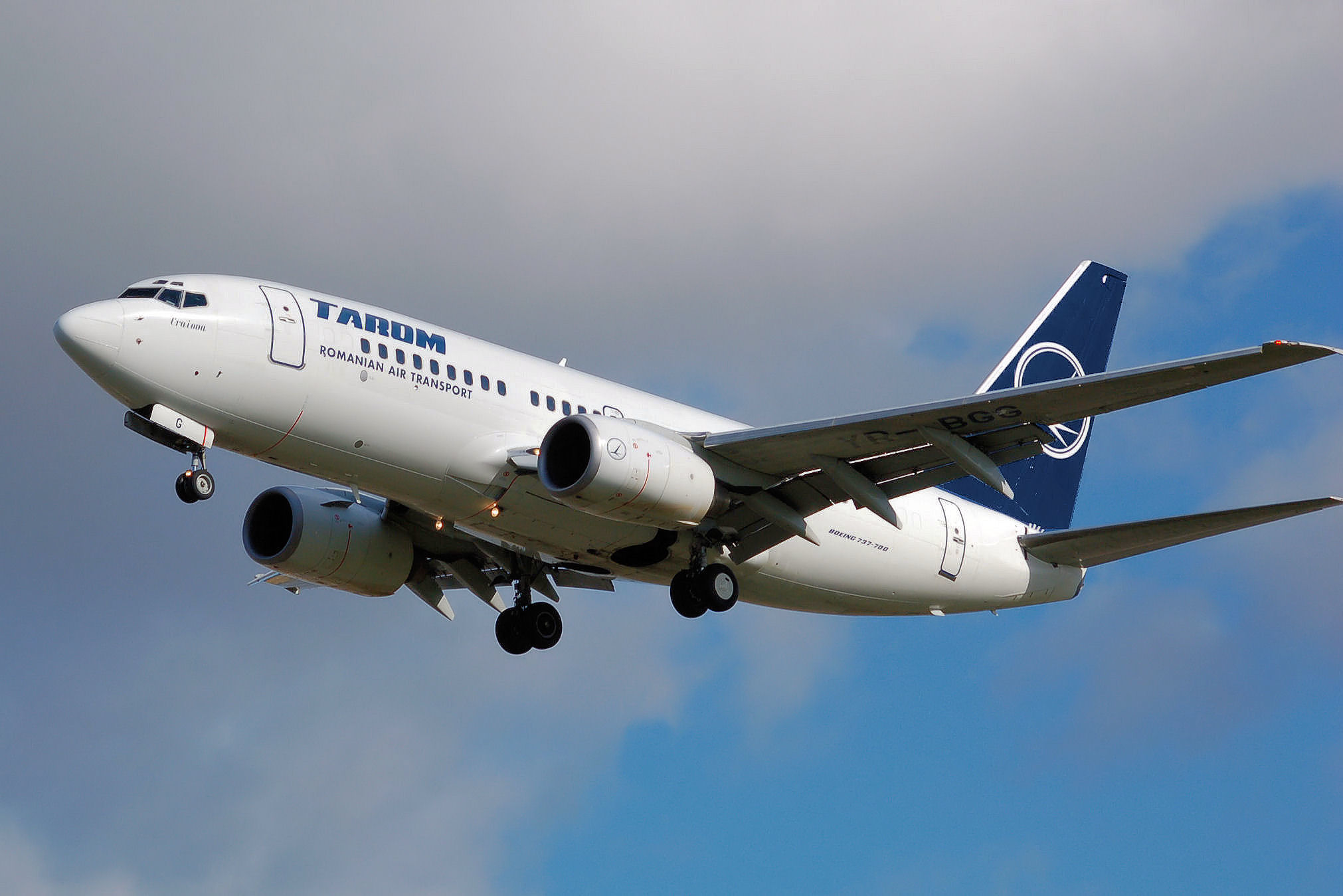
Авиалайнер Boeing 737 — типичный представитель летательного аппарата с неподвижным крылом

Летательный аппарат с неподвижным крылом способен летать благодаря подъёмной силе, создаваемой аэродинамической формой фиксированного крыла при движении вперёд с определённой скоростью, развитие которой достигается различными способами (чаще за счёт двигателя либо благодаря рациональному использованию восходящих воздушных потоков). Воздушные суда с неподвижным крылом являются летательными аппаратами тяжелее воздуха и отличаются от винтокрылых воздушных судов, в которых лопасти-крылья образуют ротор, смонтированный на вращающемся валу или птиц, способных к машущему полёту.
Неподвижные крылья летательных аппаратов не всегда жёсткие: они способны к определённым расчётным деформациям, а также к изменяемой, в зависимости от режима полёта, стреловидности.
Использование неподвижного крыла даёт существенное преимущество при использовании тяги двигателя, движущего воздушное судно вперёд (самолёт), периодических включений двигателя (параплан), а также использование воздушных потоков (дельтаплан) и эффекта экрана Земли (экраноплан). Самолёты, не имеющие собственного двигателя (планёры), после набора высоты (буксировка самолётом или взлёт с высокогорной площадки) переходят в режим свободного полёта (парения), используя воздушные потоки для перемещения и дальнейшего набора высоты, как это делают птицы при парящем полёте (ястребы, коршуны и так далее). Современные планёры отличаются большим разнообразием: начиная от сверхлёгких, весом в десяток килограммов и скоростью полёта чуть больше скорости лошади, и заканчивая космическими челноками, стартовой массой более 100 тонн и скоростью полёта на орбите 28 тысяч км/ч. Несмотря на то, что по своим лётным характеристикам любой крылатый космический корабль мало напоминает обычный планёр, он снижается в атмосфере и садится на поверхность Земли в режиме планёра.
Наиболее часто летательные аппараты с неподвижным крылом пилотируются находящимся на борту воздушного судна пилотом, однако некоторые предназначены или дистанционного управления или управляются компьютером (так называемые дроны или беспилотные летательные аппараты).

## Крылатая ракета

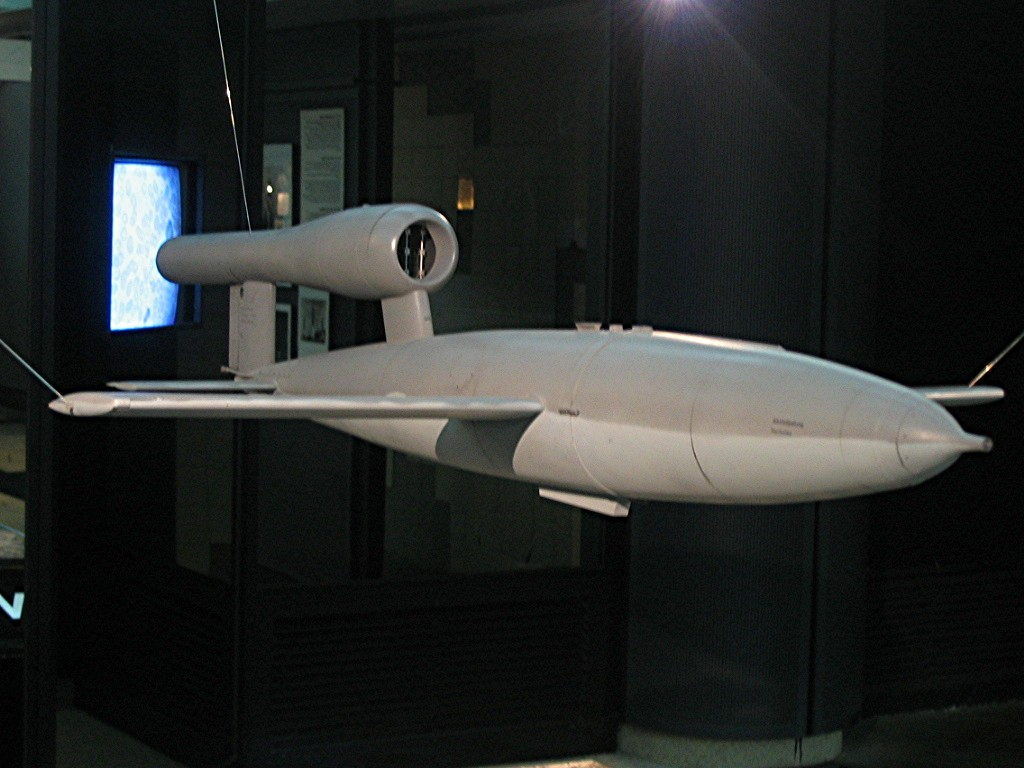
Беспилотный самолёт-снаряд «Фау-1» можно считать прототипом современных крылатых ракет

Согласно определению, приведённому Советской военной энциклопедией, крыла́тая раке́та — беспилотный летательный аппарат однократного запуска, траектория полёта которого определяется аэродинамической подъёмной силой крыла, тягой двигателя и силой тяжести. Идея создания беспилотной, автоматически управляемой «летающей бомбы» появилась практически сразу же после зарождения авиации (в первое десятилетие существования авиации): ещё в 1910 году (до Первой мировой войны) её предложил французский инженер Рене Лоран, более известный, как обладатель патента 1913 года на прямоточный воздушно-реактивный двигатель. Первой в мире крылатой ракетой, производившейся серийно и применявшейся в реальных боевых действиях, стала «Фау-1», разработанная Германией и испытанная 21 декабря 1942 года. Впервые она была применена в конце Второй мировой войны против Великобритании. Устаревшее название сконструированной по самолётной (классической) схеме крылатой ракеты — самолёт-снаряд. По сравнению с самолётами, основным достоинством крылатой ракеты является беспилотность, позволяющая не только сохранить жизнь людей в боевых условиях, но и уменьшить габариты, тем самым затруднив возможность обнаружения неприятелем. Поскольку крылатые ракеты рассчитаны на одноразовое применение им не требуется дозаправка, дальность действия определяется «в один конец», к ним предъявляются гораздо менее жёсткие требования по ресурсу двигателя и других агрегатов.

## Летающее крыло

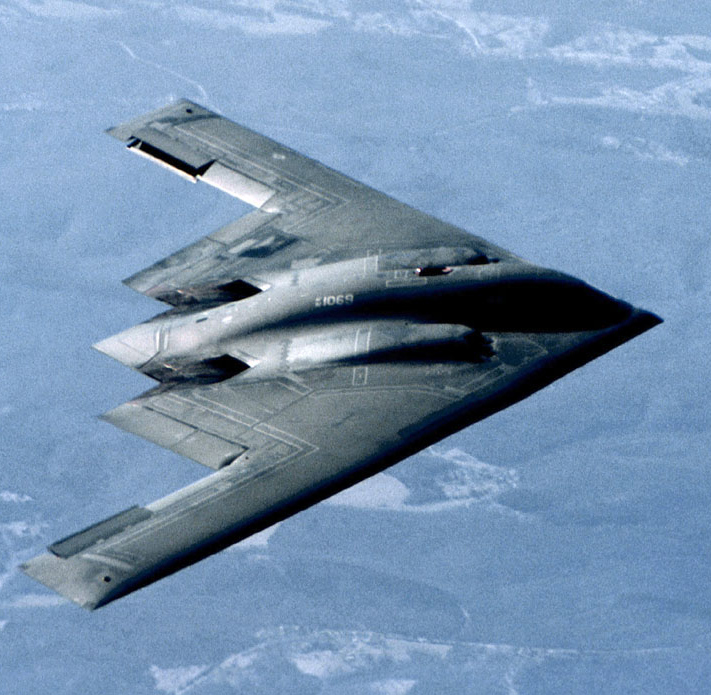
Американский бомбардировщик-«невидимка» B-2 Spirit с дельтовидным крылом

Инженерная мысль и современные технологии привели к созданию летательных аппаратов типа «летающее крыло» — разновидности бесхвостых самолётов, практически не имеющих фюзеляжа, у которых экипаж, большая часть полезной нагрузки и оборудования размещены в главном крыле летательного аппарата.
Конфигурация летательных аппаратов типа «летающее крыло» была подробно изучена на протяжении 1930-х — 1940-х годов, в частности, Джеком Нортропом в Соединённых Штатах и братьями Хортен в Германии. Джон Нортроп — основатель фирмы Northrop — являлся сторонником данной конструктивной схемы и старался проводить её во всех проектах, в которых разработка аэродинамической схемы летательного аппарата жёстко не регламентировалась заказчиком и её проектирование предлагалось на усмотрение разработчика. Таким образом, он прибег к схеме «летающего крыла» при разработке перспективного истребителя P-56 Black Bullet во время Второй мировой войны. Кроме того, дальний тяжёлый бомбардировщик B-49 фирмы Northrop был создан на базе бомбардировщика XB-35. Однако, после закрытия программы B-49 Джон Кнудсен Нортроп прекратил работы в этом направлении, и схема «летающее крыло» была вновь реализована только в проекте Northrop B-2 Spirit. Братья Хортен в Германии до начала и во время Второй мировой войны также работали над аэродинамической схемой «летающее крыло» — ими были спроектированы и построены несколько экспериментальных планёров и самолётов разного назначения. В частности, по программе «1000-1000-1000» (доставка 1000 килограммов бомб на 1000 километров со скоростью 1000 км/ч) с 1943 года разрабатывался истребитель-бомбардировщик Horten Ho 229 с реактивными двигателями и элементами стелс-технологии. После Второй мировой войны разработка ряда экспериментальных образцов, основанных на аэродинамической концепции «летающее крыло», продолжалась до начала 1950-х годов. Однако, в связи с рядом технических проблем, а также отсутствием видимого преимущества в дальности полёта было принято решение в пользу «обычной» аэродинамической схемы. Так были созданы Convair B-36 и B-52 Stratofortress. В силу практической необходимости создания большого крыла, концепция «летающее крыло» является наиболее практичной для конструкций летательных аппаратов, рассчитанных на эксплуатацию в медленном и среднем диапазоне скоростей и в тех случаях, когда существует определённая заинтересованность в использовании его в качестве тактического дизайна несущего крыла.

## Воздушный змей

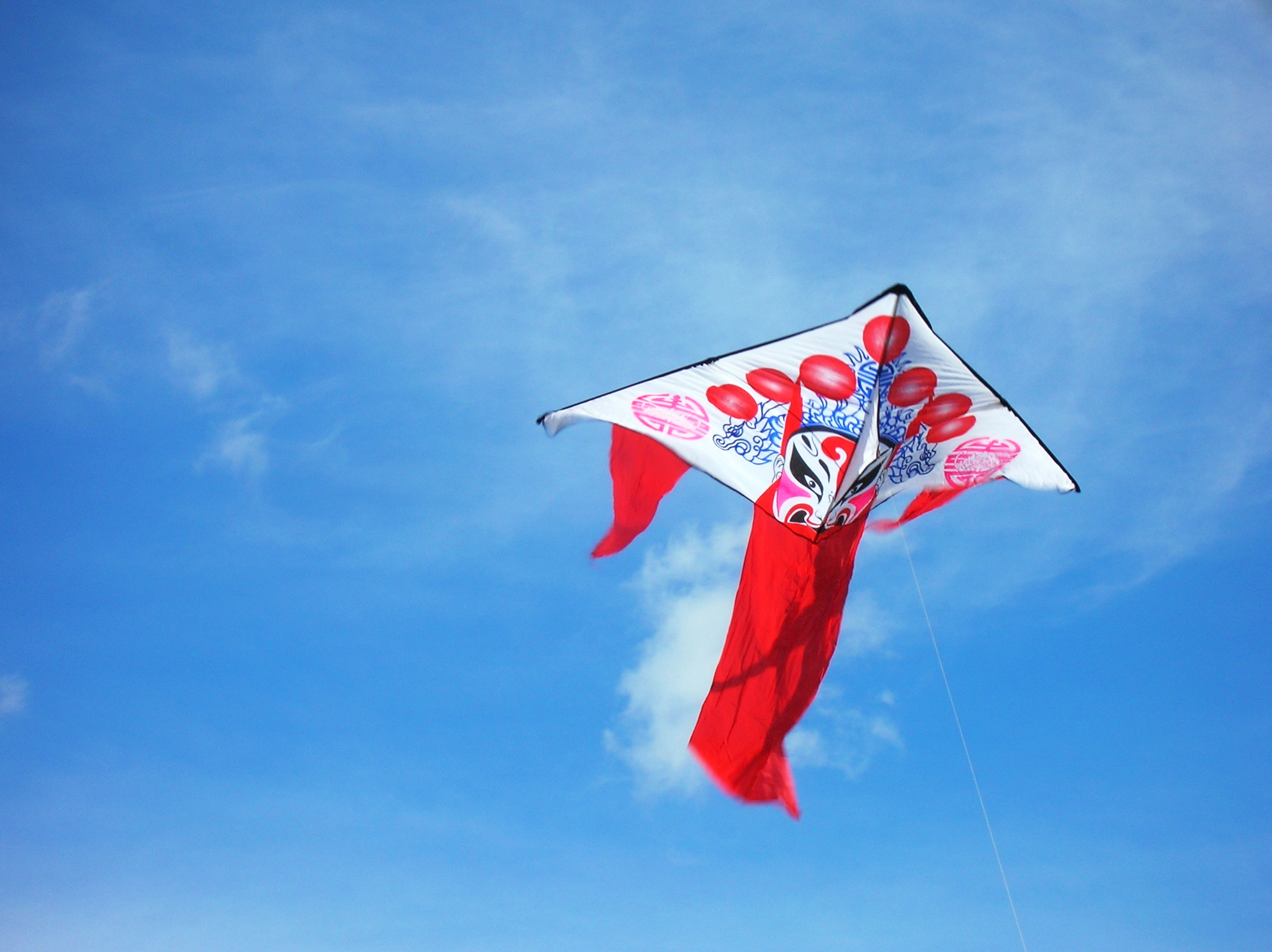
Воздушный змей в полёте

Воздушным змеем называют привязной летательный аппарат тяжелее воздуха, который поддерживается в воздухе давлением ветра на поверхность, поставленную под некоторым углом к направлению движения ветра и удерживаемую леером с земли. В полёте воздушный змей оказывается привязанным к фиксированной на земле точке таким образом, чтобы ветер дул на его неподвижное крыло. Первые упоминания о воздушных змеях встречаются ещё во II веке до н.э., в Китае (так называемый «змей-дракон»).
Подъём воздушного змея осуществляется, когда воздушные потоки над неподвижным крылом создают разрежение воздуха, а ниже образуется более высокое давление, выталкивающее крыло вверх. Таким образом, за счёт формирующейся выталкивающей силы возможно осуществлять перетаскивание воздушного змея за леер по горизонтали в направлении ветра. Устанавливается своего рода динамическое равновесие: вектор равнодействующей силы, складывающийся из подъёмной силы и силы перетаскивающей компоненты противостоит напряжению, возникающему при натяжении верёвки или троса, прикреплённого к неподвижному крылу.